# 劳动补习学校旧址
劳动补习学校旧址，位于北京市丰台区长辛店祠堂口胡同1号。2013年被列为第七批全国重点文物保护单位。

## 简介
1920年10月，李大钊领导的北京中国共产主义早期组织成立。1920年12月初，刚成立的北京中国共产主义早期组织决定在长辛店创办一所劳动补习学校作为工作据点，宣传马克思主义，培养工人运动领导人。1920年12月19日，在长辛店召开劳动补习学校筹办会议，北京中国共产主义早期组织派邓中夏、张太雷、杨人杞、张国焘4人出席会议。1921年元旦，劳动补习学校正式开学。该校在长辛店的铁路工人中间开展革命宣传工作。
劳动补习学校旧址为一座小型三合院，包括上房（东房）三间，南北厢房各两间。
1979年8月，这里作为“二七”革命遗址的组成部分被公布为北京市文物保护单位。2013年，“劳动补习学校旧址”作为长辛店“二七”大罢工旧址中的一项，被列为第七批全国重点文物保护单位。